# Salem al-Ahmadi
Salem Mouled Musa'id al-Ahmadi (arabisch سالم مولد مساعد الأحمدي, DMG Sālim Maulid Musāʿid al-Aḥmadī; * 12. September 1969) ist ein ehemaliger saudi-arabischer Leichtathlet, der sich auf den Dreisprung spezialisiert hat und aktuell Inhaber des Landesrekordes ist. 2002 siegte er bei den Asienspielen in Busan und wurde im selben Jahr in Colombo Asienmeister.

## Sportliche Laufbahn
Erste internationale Erfahrungen sammelte Salem al-Ahmadi vermutlich im Jahr 1993, als er bei den Arabischen Meisterschaften in Latakia mit einer Weite von 15,49 m die Silbermedaille hinter dem Tunesier Karim Sassi gewann. Im Jahr darauf belegte er bei den Asienspielen in Hiroshima mit 15,78 m den neunten Platz und 1995 gewann er bei den Arabischen Meisterschaften in Kairo mit 15,99 m die Bronzemedaille hinter dem Tunesier Karim Sassi und Marzouk al-Yoha aus Kuwait. Zudem brachte er bei den Weltmeisterschaften in Göteborg in der Qualifikationsrunde keinen gültigen Versuch zustande. Im Jahr darauf nahm er an den Olympischen Sommerspielen in Atlanta teil und schied dort mit 16,30 m in der Vorrunde aus und 1997 verpasste er bei den Hallenweltmeisterschaften in Paris mit derselben Weite den Finaleinzug. Im Juli siegte er mit 15,86 m bei den Panarabischen Spielen in Beirut, ehe er bei den Arabischen Meisterschaften in Ta'if mit neuem Meisterschaftsrekord von 17,00 m siegte. Zudem gewann er dort im Weitsprung mit 7,62 m die Bronzemedaille hinter seinem Landsmann Hussein al-Sabee und Hatem Mersal aus Ägypten. 1999 gewann er bei den Panarabischen Spielen in Irbid mit 16,35 m die Silbermedaille hinter dem Katarer Hamdi Abdulaziz und schied dann bei den Weltmeisterschaften in Sevilla mit 16,24 m in der Qualifikationsrunde aus. Daraufhin gewann er bei den Arabischen Meisterschaften in Beirut mit 16,06 m die Silbermedaille hinter dem Katarer Hamdi Abdulaziz. Im Jahr darauf gewann er bei den Juniorenasienmeisterschaften in Jakarta mit 16,24 m die Bronzemedaille hinter dem Thailänder Nattaporn Namkanha und Maxim Smetanin aus Kirgisistan und schied dann bei den Olympischen Sommerspielen in Sydney mit 15,99 m in der Vorrunde aus. 
2001 gewann er bei den Arabischen Meisterschaften in Damaskus mit 16,50 m die Silbermedaille hinter dem Katarer Abdulaziz und im Jahr darauf siegte er mit derselben Weite bei den Westasienspielen in Kuwait. Im August siegte er mit 16,61 m bei den Asienmeisterschaften in Colombo sowie im Oktober mit 16,60 m bei den Asienspielen in Busan. 2003 schied er bei den Weltmeisterschaften nahe Paris mit 14,66 m in der Qualifikationsrunde aus und im anschließend belegte er bei den Militärweltspielen in Catania mit 15,31 m den fünften Platz. Im Jahr darauf verpasste er bei den Olympischen Sommerspielen in Athen mit 16,16 m den Finaleinzug und gewann dann bei den Panarabischen Spielen in Algier mit 16,24 m die Bronzemedaille hinter dem Syrer Mohammad Hazzory und Hamdi Abdulaziz aus Katar. 2005 gewann er bei den erstmals ausgetragenen Islamic Solidarity Games in Mekka mit 15,92 m die Bronzemedaille hinter dem Syrer Hazzory und Hamza Ménina aus Algerien. Im September belegte er bei den Asienmeisterschaften in Incheon mit 16,26 m den fünften Platz, ehe er bei den Arabischen Meisterschaften in Radès mit 16,28 m die Silbermedaille hinter dem Katarer Ibrahim Mohamed Aboubaker. Im Jahr darauf beendete er seine aktive sportliche Karriere im Alter von 37 Jahren.